# Francis Xavier Patrizi
Francis Xavier Patrizi (Roma, 19 de junho de 1797 – Roma, 23 de abril de 1881) foi um exegeta jesuíta italiano.

## Vida
Ele era o filho mais velho e herdeiro do Conde Romano Patrizi, entrou na Companhia de Jesus em 12 de novembro de 1814, foi ordenado sacerdote em 1824 e logo se tornou professor de Sagrada Escritura e Hebraico no Colégio Romano. A revolução de 1848 fez com que Patrizi e seu colega professor Perrone se refugiassem na Inglaterra. Aqui, e depois na Universidade Católica de Leuven, Patrizi ensinou as Escrituras aos escolásticos jesuítas. Quando a paz foi restaurada em Roma, ele voltou a dar aulas no Colégio Romano. A revolução de 1870 encerrou sua carreira de professor, e ele encontrou um lar no Colégio Alemão-Húngaro de Roma, onde permaneceu até a morte.

## Trabalho
Ele escreveu vinte e uma obras bíblicas e ascéticas. Dos primeiros, os mais importantes são:
- De interpretação scriptararum sacrarum (2 vols., Roma, 1844);
- De consensu utriusque libri Machabæorum (Roma, 1856);
- De Evangeliis (3 vols., Freiburg im Breisgau, 1853);
- No commentarium de Joannem (Roma, 1857); Em Marcum commentarium (Roma, 1862);
- In Actus Apostolorum commentarium (Comentário sobre os Atos dos Apóstolos; Roma, 1867);
- Cento salmi tradotti litteralmente dal testo ebraico e commentati (uma tradução dos Salmos ; Roma, 1875);
- De interpretar oraculorum ad Christum pertinentium (Roma, 1853);
- De imaculata Mariæ origine (Origem da Virgem Maria; Roma, 1853);
- Delle parole di San Paolo: In quo omnes peccaverunt (Roma, 1876).

Seu latim é clássico e considerado difícil por alguns. Seu trabalho de interpretação teve muitas edições. Os comentários do Evangelho foram feitos especialmente para refutar o Racionalismo da época.